# 1946年のメジャーリーグベースボール
以下は、メジャーリーグベースボール（MLB）における1946年のできごとを記す。
1946年4月16日に開幕し10月15日に全日程を終え、ナショナルリーグはセントルイス・カージナルスが2年ぶり9度目のリーグ優勝を、アメリカンリーグはボストン・レッドソックスが28年ぶり7度目のリーグ優勝をした。
ワールドシリーズはセントルイス・カージナルスがボストン・レッドソックスを4勝3敗で破り、2年ぶり6度目のシリーズ制覇となった。
1945年のメジャーリーグベースボール - 1946年のメジャーリーグベースボール - 1947年のメジャーリーグベースボール

## できごと
ナショナルリーグはカージナルスとドジャースとが激しく競り合い、最終154試合を終わって両チームともに96勝58敗で終わり、優勝は1901年以降で初めてプレーオフに持ち込まれた。3試合制で行われた優勝決定シリーズはエディ・ダイアー監督のカージナルスが2勝して、9度目のリーグ優勝となった。イーノス・スローターとスタン・ミュージアルの3・4番コンビが活躍してスローターが打点130で打点王を、ミュージアルが打率.365で首位打者及びリーグMVPとなった。投手陣ではブリチーン、ハリス、クリンガーらが健闘した。
一方アメリカンリーグではレッドソックスが独走であった。レッドソックスはジョー・クローニン監督の下で投手陣はブー・フェリス、ヒューソンが20勝以上を稼ぎ、ヨーク、ボビー・ドーア、そしてテッド・ウイリアムスが打ちまくり、100打点以上を挙げた。他には最多安打のジョニー・ペスキー、ドム・ディマジオ（ジョー・ディマジオの実弟）らがいた。そしてワールドシリーズではレッドソックス有利との大方の予想であったが、主砲テッド・ウイリアムスが不振(25打数5安打)に終わり、カージナルスではスタン・ミュージアルも不振(27打数6安打）であったがイーノス・スローターが第4戦で4安打を放ち、投手ではブリチーンが第2戦完封、第6戦は1失点で完投勝利した後、第7戦も8回からリリーフ登板して勝利し、カージナルスがシリーズ制覇した。ブリチーンはシリーズ3勝で防御率0.45の素晴らしい投球内容であった。また3勝3敗で迎えた第7戦で、3-3の同点の8回裏、打者が二塁打（記録は二塁打だが実際はシングルヒット）を放ち、一塁走者のスローターは一塁から一気にホームインして優勝を決める決勝点を挙げた。この時のスローターの走塁は後にファンに「マッド・ダッシュ」と呼ばれるほどスローターの代表的なプレーとなった。

### テッド・ウィリアムズ
テッド・ウィリアムズ は、3年間の兵役から戻って来たこの年無冠に終わったが、打率.342、本塁打38本、打点123でリーグMVPを獲得しレッドソックスの優勝に貢献した。しかも夏のオールスターゲームで本塁打2本、打点5を挙げる大活躍をした。そして既に4割打者（1941年）・三冠王（1942年）を達成していたウィリアムズが、この年7月14日の対インディアンス戦のダブルヘッダー第1試合に5打数4安打(本塁打3本）を打ち、この余りの猛打にクリーブランド・インディアンスのルー・ブードロー監督（選手兼任）は直後の第2試合で彼が打席に立つと守備に就いている自軍のメンバーでレフト以外を右翼よりに極端に移動させて彼の打棒を封じようとした。後に「ブードロー・シフト」(ウイリアムズ・シフトとも言われる）と呼ばれたがウイリアムズはそれでもライト前にヒットを打った。後の日本の読売ジャイアンツの王貞治に対して行った「王シフト」はこのウイリアムズに対するシフトからヒントを得たとされているが、ブードロー・シフトの方がより極端なシフトである。テッド・ウィリアムズ はこの翌年に再び三冠王となった。
ただテッド・ウィリアムズ のワールドシリーズ出場は結局この1946年のみとなり、引退後にワールドシリーズで打てなかったことをいつも後悔していたという。とりわけ最終第7戦でホームラン性の当たりを2本好捕され、8回表にドム・ディマジオが同点二塁打を打った直後に打順が回ってきた時に平凡な二塁フライで決勝点を自ら叩き出せなかったことをその後の人生でも悔いていたという。3対3の同点にした後の8回裏にイーノス・スローターの好走塁マッド・ダッシュでカージナルスが決勝点を挙げる前に、レッドソックスが逆転出来るチャンスであった。

### ハンク・グリーンバーグ
デトロイト・タイガースのハンク・グリーンバーグは、この年本塁打44本・打点127で本塁打王と打点王を獲得した。しかし守備で1塁にコンバートされたが失策が多く、翌1947年にピッツバーグ・パイレーツにトレードされ、翌年限りで引退した。通算打率.313、本塁打331本、打点1276で、史上最大の右打者とも呼ばれたがシーズンを全うしたのは9年間だけで、第二次大戦で兵役に長く就いたため記録は伸びなかった。しかしトレードされたパイレーツでラルフ・カイナーと出会うことになる。(1956年殿堂入り）

### ラルフ・カイナー
1941年に3000ドルの契約金でピッツバーグ・パイレーツと契約した選手がいた。この選手はその直後にアメリカが第二次大戦に参戦したので兵役に就き、終戦後のこの年にパイレーツからデビューして23本のホームランを打っていきなりアメリカンリーグの本塁打王に輝き、以後7年連続本塁打王を獲得し、10年間に369本の本塁打を打った。デビューした年から7年間本塁打王を取ったのはこの選手ラルフ・カイナーが初めてであった。そして翌年にタイガースのハンク・グリーンバーグがトレードされてパイレーツに入団しカイナーとチームメイトになったことはカイナーにとって大きな意味を持つことになった。彼の現役時代の有名な言葉がある。「ホームランバッターはキャデラックに乗れ。シングルヒッターはフォードに乗れ」(1975年殿堂入り)

### コニー・マックとの再会
5年前にアスレチックスを訪ねてコニー・マック監督に認められた大学生のルー・ブリッシーは、入団を希望したが、大学を卒業してからとコニー・マックに諭されて、自分の大学に戻ったが、翌年に日本軍の真珠湾攻撃からアメリカが参戦すると同時に志願して兵役に就いた。1944年12月、イタリア戦線にいたブリッシーは歩兵伍長になっていたがボローニャ市で幕営していた時にドイツ軍の砲弾を受けて瀕死の重傷となった。野戦病院で応急処置を受けてナポリの病院に運ばれて軍医から左脚の切断を告げられた。ブリッシーは「お願いです。左脚を切らないで下さい。私は野球選手です。戦争が終わったらアスレチックスで投げるんです。お願いです。」と懇願すると、このブルーベイカーと名乗る軍医は無類の野球好きでインディアンスのファンで、「それならば何とかして切断しないで手術で治す方法を考えよう。だが手術は大変で相当な忍耐がいる。覚悟するか」と言うとブリッシーは頷いた。それからが彼にとって大変な日々となった。左脚のスネが12センチにわたって骨が粉々になっていたからだ。本国に帰ってから病院を転々としながら合計23回の手術を行った。ブルーベイカー軍医も一緒に回っていた。彼は従軍してからコニー・マックに手紙をずっと送り続け、負傷し手術を受けている時も手紙を送り続けた。コニー・マックも返事を出し「アスレチックスには君の席がある」と書き、「監督命令だ。すみやかに回復せよ。負けじ魂を失うな」と書いて、それがブリッシーを奮い立たせた。そして1946年7月のある日にブリッシーはアスレチックスの球団事務所を訪れた。5年ぶりのコニー・マック監督との再会であった。約束通りブリッシーのユニフォームが用意されていて着たが、しかし彼はまだこの時は松葉杖をついていた。ブリッシーは「もう一度最後の手術をします。来年春には戻ってきます。」と言うとコニー・マックは了解した。しかし球団事務所の大半の職員はあれでは無理と考えていた。

### ジャッキー・ロビンソン
前年8月にブランチ・リッキーに認められてドジャースと契約したジャッキー・ロビンソンは、まずAAA級インターナショナル・リーグのモントリオール・ロイヤルズでプレーした。この年4月18日の対ジャージーシティー・ジャイアンツ戦が最初の出場でここからロビンソンの黒人としてのメジャーリーグへの挑戦が始まった。ロビンソンはベルリン五輪の陸上短距離の100ｍ競走で銀メダルを獲得した実兄マック・ロビンソン(この五輪100ｍ競走の金メダルはあのジェシー・オーエンス）に憧れて若い頃からスポーツ活動に力を注ぎ、バスケットボール・アメリカンフットボール・野球に特に熱心であった。一時ボクシングもやっていた。ロビンソンの特徴はその並外れた脚力であった。ベースランニングの速さ、スタートダッシュの凄さ、二塁手としてその守備ではいち早くボールの行方に回り込む速さがあり、その基礎は小さい頃からの陸上競技やバスケットやフットボールそしてボクシングで鍛えられたものであった。バントヒットで出塁し、すぐに二塁へ盗塁し、次打者が三塁ゴロで一塁に送球している間に二塁から三塁に走り猛然とスライディングする。やがてメジャーでのロビンソンのトレードマークとなる走塁の巧みさでこのマイナーリーグで相手チームを驚かせた(当前自軍のナインも驚いた）。このロイヤルズで124試合出場して打率.349を打ち、インターナショナル・リーグの首位打者となった。そして翌1947年、リッキーはロビンソンをメジャーデビューさせた。それはセンセーショナルなことであり、話題となり、球界を沸騰させることでもあった。そして野球の歴史を変えた。

### メキシコリーグの挑戦
大戦直後の最初のシーズンで有力選手も次々戻って来た年であったが、メジャーリーグにとって思わぬところから挑戦を受けた年でもあった。メキシコの大富豪ホーヘイ・パスケルらのパスケル兄弟3人が支配するメキシコリーグが大リーグ16球団の支配下選手の獲得を目指して、5000万ドルとも6000万ドルとも言われる資金を使ってメジャーリーガーの引き抜きを行った。この当時中南米各国のプロ野球も盛んになって自国のリーグを構成し、米国内のマイナーリーグから流れる選手がいたが、この当時メジャーリーグに劣らぬ高いレベルの野球を行っていたニグロリーグからも盛んにメキシコリーグに参加する選手がいて、その中には通算本塁打800本を打ったジョシュ・ギブソンやクール・パパ・ベル、レイ・ダンドリッジ、レイ・ブラウンなど後にそれぞれ野球の殿堂入りを果たした選手が在籍していた。
そしてジャイアンツ、ドジャース、セネタース、アスレチックス、ブラウンズから主力級の選手1人ないし数人が引き抜かれていった。一番大きな被害を受けたのはカージナルスで、ラニア投手・マーチン投手・クライン二塁手の主力級を奪われて、リーグ優勝を諦めさせるほど大きなダメージであった。また引退したベーブ・ルースがメキシコリーグに招かれて会長に就任するといった噂まで出た。しかし危機感を持ったチャンドラー・コミッショナーはメジャーリーグ契約を破棄してメキシコリーグに移る者は、以降5年間合衆国内の野球活動を禁止すると言明し、この騒動はひとまず沈静化した。しかし2年後にパスケル兄弟が失脚した後に、メキシコリーグを離れて元のメジャーリーグに戻ろうとした選手がいて、コミッショナーが認めない方針を出すと、選手は訴訟を起こした。

### アメリカ野球組合
この年にもう一つメジャーリーグは挑戦を受けた。ボストンに居住するロバート・マーフィーが野球組合を設立して、裁判所に組合を選手契約の代行機関として認可するよう申請した。マーフィーはまた60年前にプレーヤーズリーグを結成したジョン・モンゴメリー・ウォード（モンテ・ウォード）らの選手組合と同じく選手の保留条項を激しく糾弾した。この時までにピッツバーグ・パイレーツの選手たちと連携してストライキも辞さない構えを見せていた。この年6月7日の対ジャイアンツ戦を前にパイレーツの選手たちはストライキ決行の投票を行ったが経営者側の切り崩しで試合開始数分前に否決された。そこで全国労働争議調停局に出向いて選手契約の代行機関としての認可を求めたが却下された。この動きに対して両リーグ会長と16球団オーナーはオールスターゲームが開催されている最中の7月9日に、ボストンで会合を開き、選手契約に関する問題を出来るだけ早く経営者側が主導権を握って円満に解決を図ることを決めた。そしてヤンキースのマクフェイル、レッドソックスのヨーキー、カブスのリグレー、カージナルスのブリードンから成る合同委員会が構成され、その後シカゴで開かれたこの委員会の会合で、統一契約の改正については選手側の代表も参加することを認め、コミッショナーは直ちに16球団に書簡を送り各球団2名の選手を選んで、7月29日に、アメリカンリーグがシカゴで、ナショナルリーグはニューヨークで別々にリーグ会議を開いた。そこでリーグの選手代表を2名選出した。
そして8月5日に、両リーグ4名の選手代表がニューヨークで開催されたメジャーリーグ政策委員会に出席した。この政策委員会のメンバーは、コミッショナーのハッピー・チャンドラー、ナショナルリーグ会長のウイル・ハリッジ、アメリカンリーグ会長のフォード・フリック、合同委員会の4名の各球団オーナーそして選手代表4名で、協議を重ねた結果、政策委員会は選手と経営者との間に原則の一致を見たと発表した。この動きを見ながら、マーフィーは全国労働争議調停局からペンシルベニア州労働争議調停局に働きかけ、8月9日にフィラデルフィア労働争議調停局がマーフィーが求める野球組合に選手の契約を代行させる件について、最終的な決定はパイレーツの選手自身にあるとして投票で可否を決めるように勧告が出された。こうしてパイレーツの選手による投票が実施され、ちょうど直前に政策委員会での原則の一致の発表に影響されてマーフィーの契約代行の案は15対3(その他は棄権）で否決された。
8月29日に、両リーグの合同会議が開かれて、16球団のオーナーたちは選手の代表権と契約に関する要望を受け入れることを決議し、ここに新しく実行委員会を組織して、コミッショナー、ナショナルリーグ会長、アメリカンリーグ会長、アメリカンリーグのオーナー代表(ヤンキースのマクフェイル)、ナショナルリーグのオーナー代表(レッズのジャイル)、マイナーリーグ代表、そして両リーグから選手代表1名ずつの構成とすることが決まった。そして新しい実行委員会はすぐに開かれて選手契約に関する新しい内容を決めた。
- 選手の最低年俸は5000ドル(4月から9月まで)。春季キャンプの期間は週25ドル。
- 50歳に達した元選手の年金は月額で50及び100ドル。
- シーズン終了後の帰郷に係る旅費、及び他球団へ移籍する場合の移動に係る旅費は球団が負担。
- 他球団及びマイナーリーグに移籍された選手の、その1年間の給料はシーズン当初の契約に基づいて支払われること。
- 春季トレーニングの開始は3月1日。(次の1947年は2月15日から)

この内容は9月16日の両リーグ合同オーナー会議で正式決定した。ここに野球機構が出来てから初めて選手を組織の中枢に加えることになった。しかし選手側と球団側の対立は、その後も続いていった。

### 記録
- デトロイト・タイガースの ハル・ニューハウザー投手 は最多勝26勝と最優秀防御率1.94を挙げたが、3年連続25勝以上はレフティ・グローブが1930～1932年まで挙げた記録に並ぶ左腕投手のタイ記録であった。
- クリーブランド・インディアンスの ボブ・フェラー 投手は最多勝26勝とともに最多奪三振348は、それまでアスレチックスのルーブ・ワッデルが持っていた1シーズン最高の奪三振344の記録を破る新記録であった、と当時から1960年代までは喧伝された。しかし1965年にナショナルリーグのロサンゼルス・ドジャースのサンデー・コーファックスが382を記録し、さらに1973年にカリフォルニア・エンゼルス（現在のロサンゼルス・エンゼルス）のノーラン・ライアンが383を記録してこれが最高記録になった一方で、後年の再調査でルーブ・ワッデルの1904年の奪三振が349と訂正されて、現在ボブ・フェラー の奪三振348は、アメリカンリーグのシーズン奪三振記録の第4位となっている。
- ボブ・フェラー はまた4月30日の対ニューヨーク・ヤンキースの試合でノーヒットノーランを記録している。

### その他
第二次大戦が終わった前年1945年に観客動員数が初めて1,000万人の大台に達したが、翌年のこの年はさらに激増して、約1,850万人になった。これは2年前の1944年の約870万人から2倍以上という破天荒な数字で、球団別にすると16球団の中でそれまでの有料入場者数の記録を破る新記録だった球団が12球団に達し、約100万人の大台に達した球団は前年の5球団から10球団へと倍となった。
- 1946年のメジャーリーグ観客動員数　　1,856万7,465人　(アメリカンリーグ 9,621,182人・ナショナルリーグ　8,946,283人)　　出典：「アメリカ・プロ野球史」134P　 鈴木武樹　著　　三一書房

## 最終成績

### レギュラーシーズン
| 順 | チーム                           | 勝利 | 敗戦 | 勝率 | G差  |
| -- | -------------------------------- | ---- | ---- | ---- | ---- |
| 1  | ボストン・レッドソックス         | 104  | 50   | .675 | --   |
| 2  | デトロイト・タイガース           | 92   | 62   | .597 | 12.0 |
| 3  | ニューヨーク・ヤンキース         | 87   | 67   | .565 | 17.0 |
| 4  | ワシントン・セネタース           | 76   | 78   | .484 | 28.0 |
| 5  | シカゴ・ホワイトソックス         | 74   | 80   | .481 | 30.0 |
| 6  | クリーブランド・インディアンス   | 68   | 86   | .442 | 36.0 |
| 7  | セントルイス・ブラウンズ         | 66   | 88   | .429 | 38.0 |
| 8  | フィラデルフィア・アスレチックス | 49   | 105  | .318 | 55.0 |

| 順 | チーム                       | 勝利 | 敗戦 | 勝率 | G差  |
| -- | ---------------------------- | ---- | ---- | ---- | ---- |
| 1  | セントルイス・カージナルス   | 98   | 58   | .628 | --   |
| 2  | ブルックリン・ドジャース     | 96   | 60   | .615 | 2.0  |
| 3  | シカゴ・カブス               | 82   | 71   | .536 | 14.5 |
| 4  | ボストン・ブレーブス         | 81   | 72   | .529 | 15.5 |
| 5  | フィラデルフィア・フィリーズ | 69   | 85   | .448 | 28.0 |
| 6  | シンシナティ・レッズ         | 67   | 87   | .435 | 34.0 |
| 7  | ピッツバーグ・パイレーツ     | 63   | 91   | .409 | 34.0 |
| 8  | ニューヨーク・ジャイアンツ   | 61   | 93   | .396 | 36.0 |

- ナショナルリーグではこの年、2リーグ体制確立後初めて1位と2位が同率となり、3試合制のプレーオフが実施された。

### オールスターゲーム
- ナショナルリーグ 0 - 12 アメリカンリーグ

### ワールドシリーズ
- カージナルス 4 - 3 レッドソックス

| 10/ 6 – | レッドソックス | 3  | - | 2 |  | カージナルス   |
| 10/ 7 – | レッドソックス | 0  | - | 3 |  | カージナルス   |
| 10/ 9 – | カージナルス   | 0  | - | 4 |  | レッドソックス |
| 10/10 – | カージナルス   | 12 | - | 3 |  | レッドソックス |
| 10/11 – | カージナルス   | 3  | - | 6 |  | レッドソックス |
| 10/13 – | レッドソックス | 1  | - | 4 |  | カージナルス   |
| 10/15 – | レッドソックス | 3  | - | 4 |  | カージナルス   |

## 個人タイトル

### アメリカンリーグ
| 項目   | 選手                         | 記録 |
| ------ | ---------------------------- | ---- |
| 打率   | ミッキー・バーノン (WS1)     | .353 |
| 本塁打 | ハンク・グリーンバーグ (DET) | 44   |
| 打点   | ハンク・グリーンバーグ (DET) | 127  |
| 得点   | テッド・ウィリアムズ (BOS)   | 142  |
| 安打   | ジョニー・ペスキー (BOS)     | 208  |
| 盗塁   | ジョージ・ケース (CLE)       | 28   |

| 項目   | 選手                       | 記録 |
| ------ | -------------------------- | ---- |
| 勝利   | ボブ・フェラー (CLE)       | 26   |
| 勝利   | ハル・ニューハウザー (DET) | 26   |
| 敗戦   | ディック・ファウラー (PHA) | 16   |
| 敗戦   | ルー・ネアー (PHA)         | 16   |
| 敗戦   | フィル・マーシルドン (PHA) | 16   |
| 防御率 | ハル・ニューハウザー (DET) | 1.94 |
| 奪三振 | ボブ・フェラー (CLE)       | 348  |
| 投球回 | ボブ・フェラー (CLE)       | 371⅓ |
| セーブ | ボブ・クリンガー (BOS)     | 9    |

### ナショナルリーグ
| 項目   | 選手                       | 記録 |
| ------ | -------------------------- | ---- |
| 打率   | スタン・ミュージアル (STL) | .365 |
| 本塁打 | ラルフ・カイナー (PIT)     | 23   |
| 打点   | イーノス・スローター (STL) | 130  |
| 得点   | スタン・ミュージアル (STL) | 124  |
| 安打   | スタン・ミュージアル (STL) | 228  |
| 盗塁   | ピート・ライザー (BRO)     | 34   |

| 項目   | 選手                           | 記録 |
| ------ | ------------------------------ | ---- |
| 勝利   | ハウィー・ポレット (STL)       | 21   |
| 敗戦   | デーブ・コスロ (NYG)           | 19   |
| 防御率 | ハウィー・ポレット (STL)       | 2.10 |
| 奪三振 | ジョニー・シュミッツ (CHC)     | 135  |
| 投球回 | ハウィー・ポレット (STL)       | 266  |
| セーブ | ケン・ラフェンスバーガー (PHI) | 6    |

## 表彰

### シーズンMVP
- アメリカンリーグ ： テッド・ウィリアムズ （BOS）
- ナショナルリーグ ： スタン・ミュージアル （STL）

### アメリカ野球殿堂入り表彰者
ベテランズ委員会選出
- ジェシー・バーケット
- フランク・チャンス
- ジャック・チェスブロ
- ジョニー・エバース
- クラーク・グリフィス
- トミー・マッカーシー
- ジョー・マクギニティ
- エディ・プランク
- ジョー・ティンカー
- ルーブ・ワッデル
- エド・ウォルシュ